# Comuna Ceabanivka, Novoaidar
Ceabanivka (în ucraineană Чабанівка) este o comună în raionul Novoaidar, regiunea Luhansk, Ucraina, formată din satele Ceabanivka (reședința), Havrîlivka, Nîjnii Suhodil, Oleksandrivka și Purdivka.

## Demografie
Componența lingvistică a comunei Ceabanivka
     Ucraineană (89,41%)
     Rusă (10,32%)
     Alte limbi (0,09%)
Conform recensământului din 2001, majoritatea populației comunei Ceabanivka era vorbitoare de ucraineană (89,41%), existând în minoritate și vorbitori de rusă (10,32%).